# Chenggong (Taitung)
Chenggong (chinesisch 成功鎮, Pinyin Chénggōng Zhèn) ist eine Stadtgemeinde im Landkreis Taitung auf Taiwan (Republik China).

## Name
Am Ort des heutigen Chenggong befand sich ursprünglich eine Siedlung der Amis, eines der indigenen Völker Taiwans. Der Ami-Name der Ansiedlung wurde chinesisch 麻荖漏, Moalaulau transkribiert. Während der japanischen Herrschaft über Taiwan 1895 bis 1945 wurde ein Fischereihafen erbaut und die Siedlung erhielt den Namen 新港街 (Shinkō machi, „Neue Hafenstadt“). Nach der Übergabe Taiwans an die Republik China 1945 hieß der Ort Xingang (新港, „Neuer Hafen“, die chinesische Aussprache bei identischen Schriftzeichen). Da es noch zwei weitere Orte dieses Namens auf Taiwan gab (Xingang im Landkreis Chiayi sowie Sinkang – heute als Sinshih ein Stadtdistrikt von Tainan), wurde die Gemeinde nach 1945 umbenannt. Sie erhielt zu Ehren des chinesischen Eroberers Zheng Chenggong (Koxinga) den Namen Chenggong (成功). Wörtlich bedeutet dies „Erfolg“. Chenggong Zhèn (成功鎮) ist damit gewissermaßen die „Stadt des Erfolges“ oder die „Erfolgreiche Stadt“.

## Lage, Klima
Die Gemeinde besteht aus einem langgestreckten Küstenstreifen, der zum Landesinneren hin durch das parallel zur Küste verlaufende Haian-Gebirge getrennt wird. Das Klima ist feucht-warm und wie das des ganzen übrigen Landkreises Taitung durch den Monsun geprägt. Die Regenzeit beginnt im Mai und endet im Oktober.
|                        | Jan  | Feb  | Mär  | Apr  | Mai   | Jun   | Jul   | Aug   | Sep   | Okt   | Nov   | Dez  |   |         |
| Mittl. Temperatur (°C) | 18,9 | 19,4 | 21   | 23,2 | 25,3  | 27,1  | 28,1  | 27,9  | 26,8  | 25,2  | 22,7  | 20   | ⌀ | 23,8    |
| Mittl. Tagesmax. (°C)  | 22,2 | 22,6 | 24,2 | 26,5 | 28,8  | 30,5  | 31,7  | 31,6  | 30,5  | 28,6  | 26    | 23,2 | ⌀ | 27,2    |
| Mittl. Tagesmin. (°C)  | 16,4 | 16,8 | 18,4 | 20,6 | 22,6  | 24,3  | 25,1  | 24,9  | 24,1  | 22,5  | 20,2  | 17,5 | ⌀ | 21,1    |
|                        |      |      |      |      |       |       |       |       |       |       |       |      |   |         |
| Niederschlag (mm)      | 67,2 | 71,8 | 67,1 | 89,3 | 174,3 | 196,5 | 246,1 | 317,6 | 405,8 | 265,6 | 126,6 | 76,5 | Σ | 2.104,4 |
|                        |      |      |      |      |       |       |       |       |       |       |       |      |   |         |
| Sonnenstunden (h/d)    | 2,4  | 2,3  | 2,6  | 3,1  | 4,1   | 5,8   | 7,6   | 6,8   | 5,1   | 4,5   | 3,5   | 2,8  | ⌀ | 4,2     |
|                        |      |      |      |      |       |       |       |       |       |       |       |      |   |         |
| Regentage (d)          | 15,2 | 15,3 | 14,8 | 14,8 | 16,6  | 13,1  | 9,2   | 10,9  | 15,9  | 15,6  | 13,7  | 13   | Σ | 168,1   |

| 16,4 |

| 16,8 |

| 18,4 |

| 20,6 |

| 22,6 |

| 24,3 |

| 25,1 |

| 24,9 |

| 24,1 |

| 22,5 |

| 20,2 |

| 17,5 |

| 16,4 |

| 16,8 |

| 18,4 |

| 20,6 |

| 22,6 |

| 24,3 |

| 25,1 |

| 24,9 |

| 24,1 |

| 22,5 |

| 20,2 |

| 17,5 |

Nachbargemeinden sind Changbin im Norden, Fuli (Landkreis Hualien) im Westen, und Donghe im Südwesten und Süden.
Chenggong ist in die folgenden acht Stadtteile unterteilt: Xinyi (信義里), Heping (和平里), Zhongren (忠仁里), Zhongzhi (忠智里), Sanmin (三民里), Sanxian (三仙里), Zhongxiao (忠孝里), Boai (博愛里).
| Gliederung von Chenggong                                                                                             |
| Boai 博愛里 Zhongxiao 忠孝里 Sanxian 三仙里 Sanmin 三民里 Zhongzhi 忠智里 Zhongren 忠仁里 Heping 和平里 Xinyi 信義里 |

## Bevölkerung
Archäologische Funde weisen auf eine menschliche Besiedlung seit einigen Jahrtausenden hin. An einigen Orten finden sich Relikte der jungsteinzeitlichen Changbin-Kultur. Die Örtlichkeit Xiaoma gehört neben Baxiandong in der Nachbargemeinde Changbin zu den wichtigsten Fundstätten. Die Mehrheit (etwa 50–60 %) der heutigen Bevölkerung gehört der Ethnie der Amis an. Die traditionelle Ami-Volkskunst und Folklore spielt dementsprechend eine bedeutende Rolle. Die nach offiziellen Erhebungen in Chenggong im Jahr 2010 zu Hause gesprochenen Sprachen waren: 82 % Hochchinesisch, 55 % Hokkien, 42 % indigene Sprachen, 2 % Hakka und 2 % andere. Ein Großteil der Bevölkerung war mehrsprachig. Die Bevölkerung nimmt seit mindestens den 1980er Jahren aufgrund von Abwanderung und Überalterung ab.

## Wirtschaft
Chenggong ist der bedeutendste Fischereihafen an der Ostküste Taiwans. Hauptsächlich werden Echter Bonito, Schwertfisch, Goldmakrelen (Mahi mahi), Thunfische und Dorsche gefangen. Durch langdauernde Überfischung sind die Fangerträge in der Vergangenheit kontinuierlich zurückgegangen. Landwirtschaftliche Produkte der Region sind Jackfrucht, Orangen, Pflaumen und Mandarinen.
Die Hauptverkehrsader bildet die Provinz-Schnellstraße 11, die die Gemeinde in Nord-Süd-Richtung durchquert.

## Sehenswürdigkeiten
In Chenggong gibt es unter anderen die folgenden Sehenswürdigkeiten:
- Ami-Volk-Museum, ein Freilandmuseum zur Volkskultur der Amis[10] ()
- Chengguangao Mazu-Tempel, der älteste Mazu-Tempel des Landkreises[11] ()
- Taitung-Museum für Meeresbiologie mit Aquarium[12] ()
- Naturhistorisches Museum[13] ()
- Shiyusan (石雨傘), der „Steinerne Regenschirm“, eine Felsformation[14] ()
- Sanxiantai (三仙台), kleine vorgelagerte Felsinsel, die durch eine pittoreske Rundbogenbrücke vom Festland aus erreichbar ist[15] ()

Bilder aus Chenggong
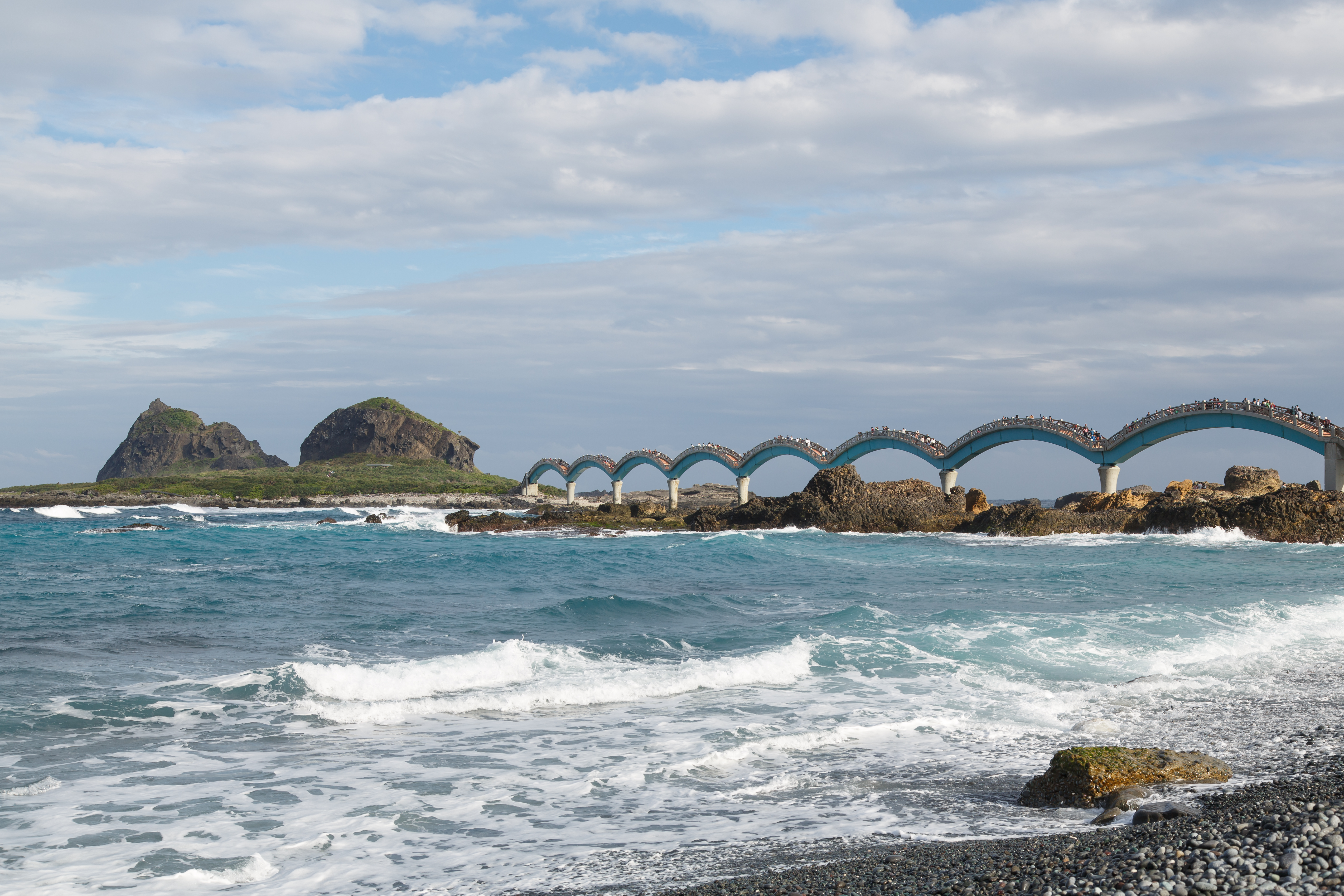
Sanxiantai-Brücke
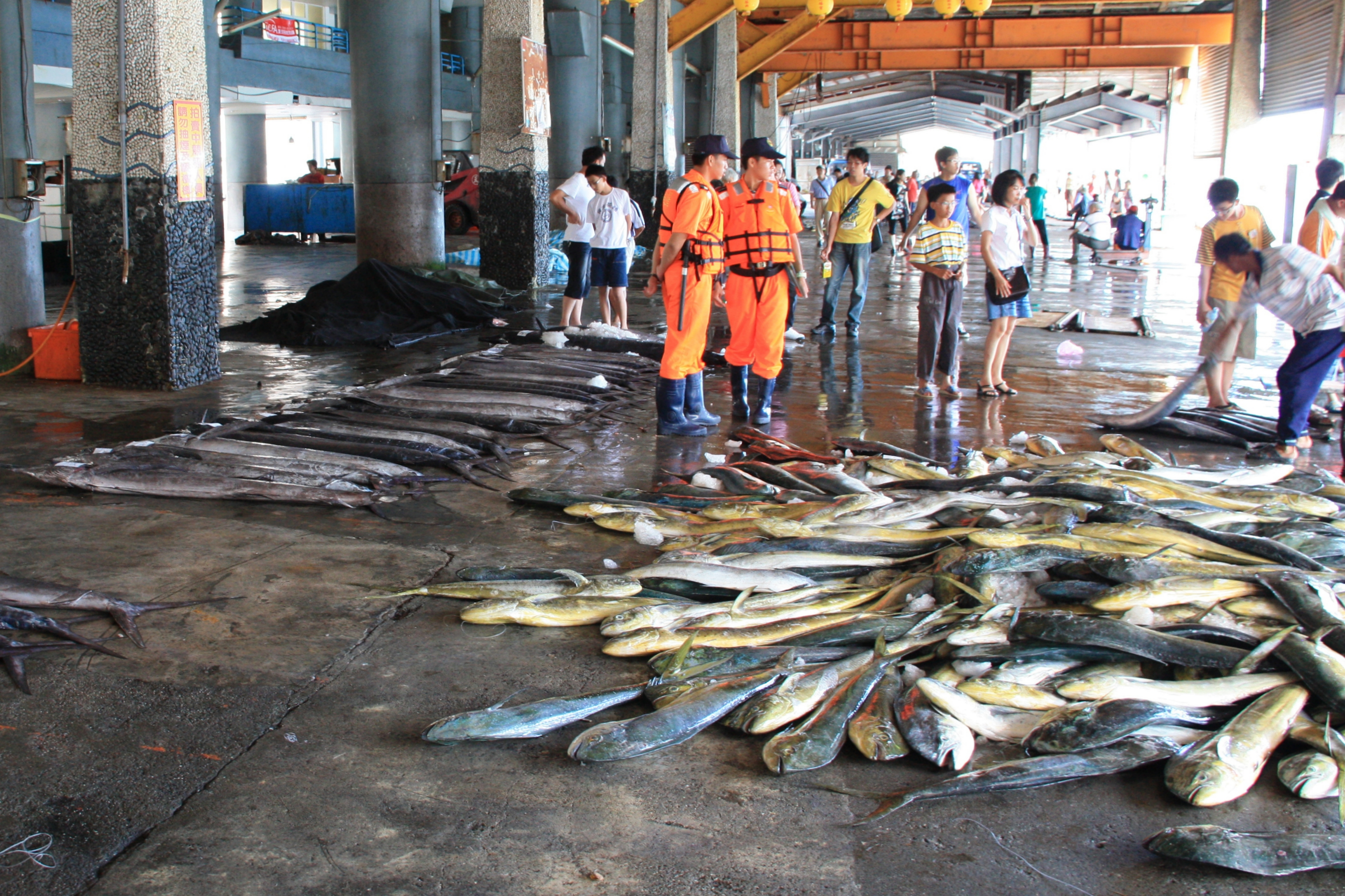
Fischverkauf im Hafen von Chenggong
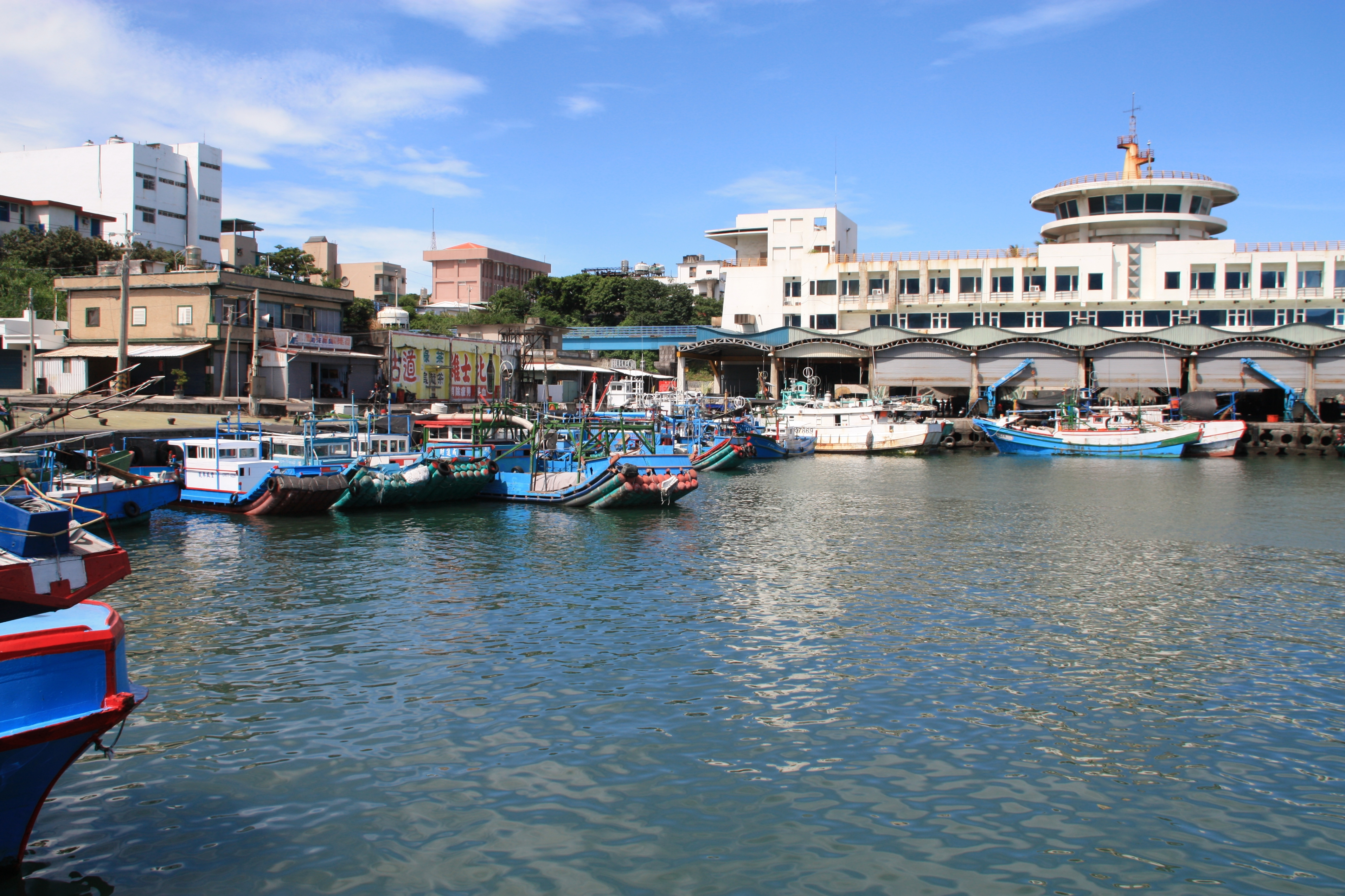
Hafen von Chenggong
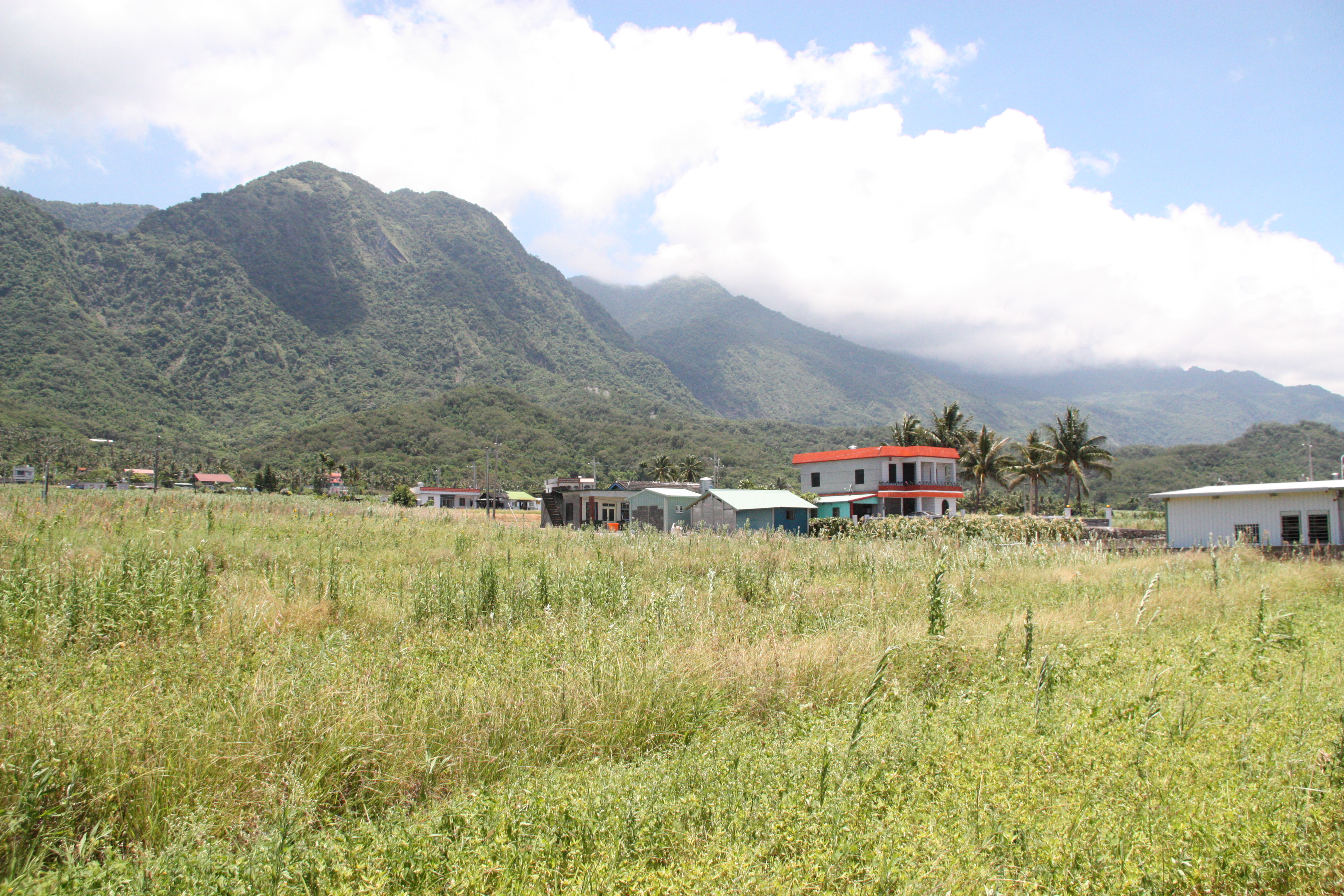
Landschaftsimpression